# Breki, a világjáró
A Breki, a világjáró vagy Hogie, a világugró (eredeti címe: Hogie the globehopper) amerikai televíziós animációs sorozat, amelyet Lorna Henderson és Walid Omar készített. Az Egyesült Államokban 2016 körül kezdték sugározni. Magyarországon a Da Vinci 2022. október 15-től, majd az M2 2022. október 28-tól új szinkronnal.

## Cselekmény
Breki/Hogie körbeutazza a világot a barátaival. Egzotikus országokat látogat meg, új dolgokat fedez fel, és mindent megtud azokról a kultúrákról.

## Szereplők
| Szereplő neve | Eredeti hang | Magyar hang           | Magyar hang |
| Szereplő neve | Eredeti hang | Da Vinci              | M2          |
| ------------- | ------------ | --------------------- | ----------- |
| Breki         |              |                       |             |
| Anika         |              |                       |             |
| Laszlo        |              | Holló-Zsadányi Norman |             |
| Melinda       |              | Hegedűs Johanna       |             |
| Lorna         |              |                       |             |
| Bernie        |              |                       |             |

### Mellékszereplők
| Szereplő neve | Eredeti hang | Magyar hang  | Magyar hang |
| Szereplő neve | Eredeti hang | Da Vinci     | M2          |
| ------------- | ------------ | ------------ | ----------- |
| Mandy         |              | Bak Julianna |             |
| Mandy apukája |              |              |             |
| Jim           |              |              |             |

## Epizódok
- 1x01 – A pisai ferdetorony | 2022. 10. 28
- 1x02 – Szafari a Serengetiben | 2022. 10. 28
- 1x03 – Loch Ness-i izgalmak | 2022. 10. 31
- 1x04 – Tevekaland Petrában | 2022. 10. 31
- 1x05 – Filmsztárok Mumbaiban | 2022. 11. 01
- 1x06 – Barcelonai fesztivál | 2022. 11. 01
- 1x07 – Mentőakció a Nagy-korallzátonynál | 2022. 11. 02
- 1x08 – Tulipános Amszterdam | 2022. 11. 02
- 1x09 – Táborhely a Yosemite Parkban | 2022. 11. 03
- 1x10 –  Sárkányok Balin | 2022. 11. 03
- 1x11 – A norvég északi fény | 2022. 11. 04
- 1x12 – London az eltűnt kulcsok rejtélye | 2022. 11. 04
- 1x13 – Elefántkaland Keralában | 2022. 11. 07
- 1x14 – Majom tolvaj Bangkokban | 2022. 11. 07
- 1x15 – Mesél a Fekete-erdő | 2022. 11. 08
- 1x16 – Gorilla nap Ruandában | 2022. 11. 08
- 1x17 – Fóka móka Galápagoson | 2022. 11. 09
- 1x18 – Fociláz Buenos Airesben | 2022. 11. 09
- 1x19 – Gulyásleves főzés Budapesten | 2022. 11. 10
- 1x20 – Québeci téli karnevál | 2022. 11. 10
- 1x21 – Szemüvegvadászat Koreában | 2022. 11. 11
- 1x22 – Elveszve San Franciscóban | 2022. 11. 11
- 1x23 – Kínai holdújév Hong Kongban | 2022. 11. 14
- 1x24 – Dzsungel kaland az Amazonasnál | 2022. 11. 14
- 1x25 – Rodeó Texasban | 2022. 11. 15
- 1x26 – Nepál – a világ tetején | 2022. 11. 15
- 1x27 – A boldogság titka Bhutánban | 2022. 11. 16
- 1x28 – Az Athéni olimpia | 2022. 11. 16
- 1x29 – New York legjobb dolgai | 2022. 11. 17
- 1x30 – Művészkedés Kínában | 2022. 11. 17
- 1x31 – Marrákesi mesék | 2022. 11. 18
- 1x32 – Fokvárosi lepkekaland | 2022. 11. 18
- 1x33 – Török finomságok | 2022. 11. 21
- 1x34 – Kubai kalózok kincse | 2022. 11. 21
- 1x35 – A szentpétervári skarlát vitorlák | 2022. 11. 22
- 1x36 – Mexikói csokivilág | 2022. 11. 22
- 1x37 – A dublini parádé | 2022. 11. 23
- 1x38 – Párizs kutyafuttában | 2022. 11. 23
- 1x39 – Kenyai testvérek | 2022. 11. 24
- 1x40 – Opera Sydney-ben | 2022. 11. 24
- 1x41 – Defekt Malájziában | 2022. 11. 25
- 1x42 – Robotverseny Japánban | 2022. 11. 25
- 1x43 – Nyomozás a vonaton
- 1x44 – Szörfözés Hawaii-n
- 1x45 – Vízibábok a vietnámi Ha Long-öbölben
- 1x46 – A kambodzsai kék légykapó
- 1x47 – Alaszkai szánverseny
- 1x48 – Piknik Kairóban
- 1x49 – Új-Zélandi bálna lovaglás
- 1x50 – A Perui Inkák titka
- 1x51 – Hegyi kaland Svájcban
- 1x52 -